# Be (album BTS)
BE – piąty album studyjny południowokoreańskiej grupy BTS, wydany 20 listopada 2020 roku. Stworzony w odpowiedzi na trwającą pandemię COVID-19, BE jest inspirowany przemyśleniami i uczuciami członków zespołu podczas tworzenia koncepcji projektu. Głównym singlem z płyty jest „Life Goes On”.

## Lista utworów
| CD | CD | CD                                                                             | CD                                        | CD      |
| Nr | Tytuł utworu | Słowa i muzyka                                                                 | Produkcja                                 | Długość |
| -- | --- | ------------------------------------------------------------------------------ | ----------------------------------------- | ------- |
| 1. | „Life Goes On”                                                                                                   | Antonina Armato, Chris James, J-Hope, Pdogg, RM, Ruuth, Suga                   | Pdogg                                     | 3:27    |
| 2. | „Nae bang-eul yeohaenghaneun beob” (kor. 내 방을 여행하는 법, ang. Fly to My Room) (wyk. Suga, V, J-Hope, Jimin) | Cosmo's Midnight, J-Hope, Joe Femi Griffith, RM, Suga                          | Cosmo's Midnight                          | 3:42    |
| 3. | „Blue & Grey” | Hiss Noise, J-Hope, Park Ji-soo, Levi, Metaphor, RM, Suga, V                   | Hiss Noise, Park Ji-soo, Levi, V          | 4:15    |
| 4. | „Skit” | J-Hope, Jimin, Jin, Jungkook, RM, Suga, V                                      | J-Hope, Jimin, Jin, Jungkook, RM, Suga, V | 3:00    |
| 5. | „Jamsi” (kor. 잠시, ang. Telepathy)                                                                              | El Capitxn, Hiss Noise, Jungkook, RM, Suga                                     | El Capitxn, Hiss Noise                    | 4:02    |
| 6. | „Byeong” (kor. 병, ang. Dis-ease)                                                                                | Ghstloop, Ivan Jackson Rosenberg, J-Hope, Jimin, Pdogg, RM, Randy Runyon, Suga | Brasstracks                               | 4:00    |
| 7. | „Stay” (wyk. RM, Jin, Jungkook)                                                                                  | ArstonJin, Jungkook, RM                                                        | Arston                                    | 3:25    |
| 8. | „Dynamite” | David Stewart, Jessica Agombar                                                 | David Stewart                             | 3:19    |

## Notowania
| Lista                                | Najwyższa pozycja |
| ------------------------------------ | ----------------- |
| Gaon Weekly Album Chart              | 1                 |
| Australian Albums (ARIA)             | 2                 |
| Austrian Albums (Ö3 Austria Top 40)  | 4                 |
| Belgia (Ultratop Flanders)           | 3                 |
| Belgia (Ultratop Wallonia)           | 1                 |
| Kanada (Billboard Canadian Albums)   | 1                 |
| Czechy (ČNS IFPI)                    | 5                 |
| Dania (Hitlisten)                    | 1                 |
| Holandia (Album Top 100)             | 2                 |
| Finlandia (Suomen virallinen lista)  | 2                 |
| Francja (SNEP)                       | 2                 |
| Japonia (Billboard Japan Hot Albums) | 1                 |
| Japonia (Oricon Album Chart)         | 1                 |
| New Zealand Albums (RMNZ)            | 1                 |
| Niemcy (Offizielle Top 100)          | 4                 |
| Norwegia (VG-lista)                  | 1                 |
| Polska (ZPAV)                        | 1                 |
| Portugaia (AFP)                      | 1                 |
| Scottish Albums (OCC) (OCC)          | 5                 |
| Hiszpania (PROMUSICAE)               | 2                 |
| Szwecja (Sverigetopplistan)          | 3                 |
| Szwajcaria (Schweizer Hitparade)     | 2                 |
| UK Albums (OCC)                      | 2                 |
| US Billboard 200                     | 1                 |
| US World Albums (Billboard)          | 1                 |
| Wlochy (FIMI)                        | 2                 |

## Sprzedaż
| Kraj                    | Sprzedaż                      | Certyfikaty |
| ----------------------- | ----------------------------- | ----------- |
| Korea Południowa (Gaon) | 3 480 557 (stan na luty 2021) | 3x Million  |
| Japonia                 | 250 000+                      | Platyna     |
| Stany Zjednoczone       | 177 000+                      |             |
| Polska                  | 10 000+                       | Złoty       |